# Brit Awards 2005
25 ceremonia rozdania BRIT Awards, prestiżowych nagród wręczanych przez Brytyjski Przemysł Fonograficzny odbyła się 9 lutego 2005 roku. Wydarzenie to miało miejsce po raz ósmy w Earls Court w Londynie w Wielkiej Brytanii. Podczas tej gali ogłoszono, że brytyjskim utworem 25-lecia został utwór Robbiego Williamsa – "Angels".

## Nominacje i zwycięzcy
| Brytyjski album roku | Utwór roku |
| --- | --- |
| - Keane – Hopes and Fears - Franz Ferdinand – Franz Ferdinand - Muse – Absolution - Snow Patrol – Final Straw - The Streets – A Grand Don't Come for Free | - Will Young – "Your Game" - Band Aid 20 – "Do They Know It's Christmas?" - George Michael – "Amazing" - Jamelia – "Thank You" - Keane – "Everybody’s Changing" - LMC vs U2 – "Take Me to the Clouds Above" - Natasha Bedingfield – "These Words" - The Shapeshifters – "Lola's Theme" - The Streets – "Dry Your Eyes" - Sugababes – "In the Middle" |
| Najlepszy brytyjski artysta | Najlepsza brytyjska artystka |
| - The Streets - Jamie Cullum - Lemar - Morrissey - Will Young                                                                                             | - Joss Stone - Amy Winehouse - Jamelia - Natasha Bedingfield - PJ Harvey |
| Najlepsza brytyjska grupa | Najlepszy przełomowy wykonawca |
| - Franz Ferdinand - Kasabian - Keane - Muse - Snow Patrol                                                                                                 | - Keane - Franz Ferdinand - Joss Stone - Natasha Bedingfield - The Zutons |
| Najlepszy artysta międzynarodowy | Najlepsza artystka międzynarodowa |
| - Eminem - Brian Wilson - Kanye West - Tom Waits - Usher                                                                                                  | - Gwen Stefani - Alicia Keys - Anastacia - Kelis - Kylie Minogue |
| Najlepszy zespół międzynarodowy | Najlepszy przełomowy wykonawca międzynarodowy |
| - Scissor Sisters - Green Day - Maroon 5 - Outkast - U2                                                                                                   | - Scissor Sisters - Jet - Kanye West - The Killers - Maroon 5 |
| Najlepszy wykonawca muzyki pop | Najlepszy album międzynarodowy |
| - McFly - Avril Lavigne - Girls Aloud (Canada) - Natasha Bedingfield - Westlife                                                                           | - Scissor Sisters – Scissor Sisters - The Killers – Hot Fuss - Maroon 5 – Songs About Jane - Outkast – Speakerboxxx/The Love Below - U2 – How to Dismantle an Atomic Bomb |
| Najlepszy brytyjski zespół rockowy | |
| - Franz Ferdinand - Kasabian - Muse - Snow Patrol - The Libertines                                                                                        | |